# Haji (actriu)
Haji (nascuda Barbarella Catton; 24 de gener de 1946 - 9 d'agost de 2013) va ser una actriu canadenca d'ascendència britànica i filipina, i antiga ballarina exòtica coneguda. pel seu paper al clàssic de culte de Russ Meyer de 1965 Faster, Pussycat! Kill! Kill!. Va fer contribucions significatives als seus papers introduint elements de la psicodèlia i la bruixeria, així com escrivint la major part del seu propi diàleg.

## Vida i carrera
Nascuda a Quebec, Canadà, Haji, un sobrenom que li va donar un oncle, va aparèixer en diverses pel·lícules de Russ Meyer, com ara Motorpsycho (1965), Faster, Pussycat! Kill! Kill! (1965), Good Morning and... Goodbye! (1967), i Supervixens (1975). El paper final d'Haji va ser el de Moonji a Killer Drag Queens on Dope (2003).
Haji es va reunir amb altres estrelles de cinema Russ Meyer Kitten Natividad i Raven De La Croix al llargmetratge de comèdia de 2001 The Double-D Avenger, dirigit per William Winckler. En ell, Haji va interpretar a la malvada ballarina exòtica Hydra Heffer.
Haji va ser presentada com una de les 1.000 dones més atractives del segle XX al llibre Glamorous Girls of the Century de Steve Sullivan. També va ser entrevistada al llibre Invasion of the B-Girls de Jewel Shepard. Haji vivia a Malibu, Califòrnia.
Haji va mori a Oxnard, Califòrnia, als 67 anys. Mai es va casar, va tenir una filla, Cerlette Lammé.

## Filmografia seleccionada
- Motorpsycho (1965)
- Faster, Pussycat! Kill! Kill! (1965)
- Good Morning and... Goodbye! (1967)
- Supervixens (1975)